# Cuenca, Spanien
Cuenca (spanskt uttal: [ˈkweŋka]) är en stad och kommun i den autonoma regionen Kastilien-La Mancha i centrala Spanien. Staden ligger vid floderna Júcar och Huécars sammanflöde, cirka 139 kilometer sydost om Madrid. Cuenca är huvudort i provinsen med samma namn. Kommunen har 53 429 invånare (2024), på en yta av 910,88 km².
Stadens gamla stadskärna ingår sedan 1996 i Unescos världsarv.

## Bildgalleri

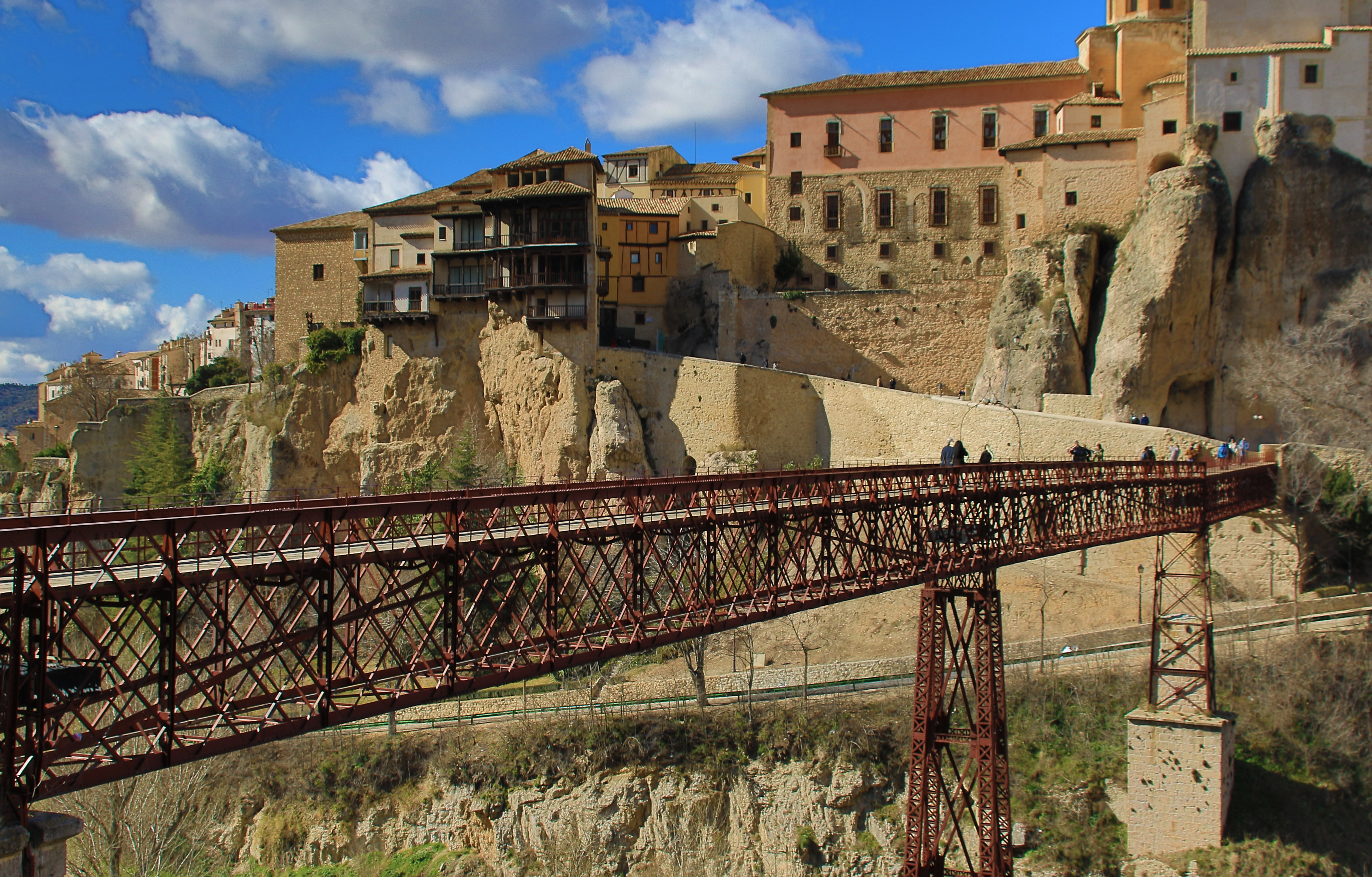
Puente de San Pablo.
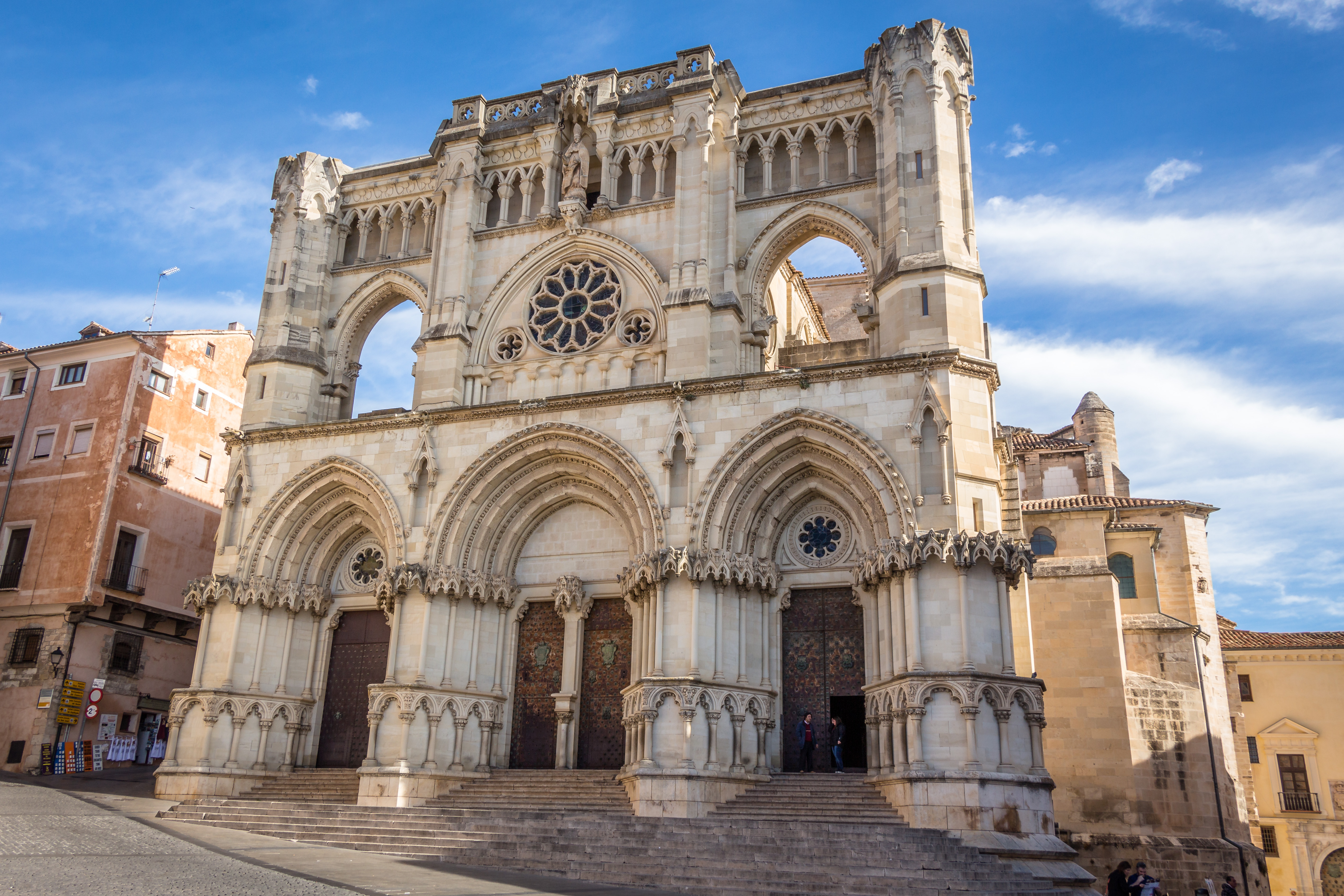
Katedralen i Cuenca.
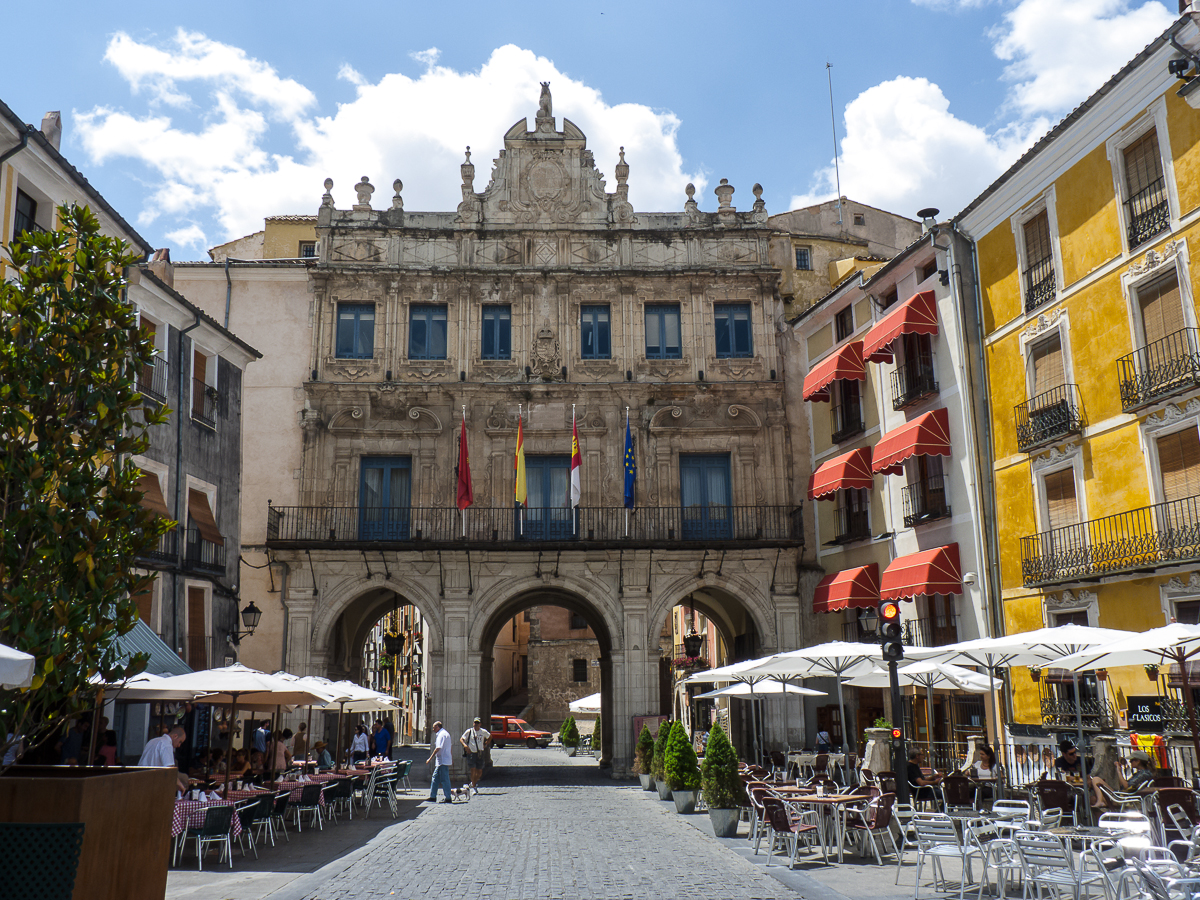
Stadshuset.